# Glossosoma privatum
Glossosoma privatum là một loài Trichoptera trong họ Glossosomatidae. Chúng phân bố ở miền Cổ bắc.